# 單胺釋放劑

苯丙胺，典型的單胺釋放劑，作用於去甲腎上腺素和多巴胺

單胺釋放劑（Monoamine releasing agent,MRA），是一種藥物，可誘導單胺神經遞質從突觸前神經元釋放到突觸中，從而導致神經遞質的細胞外濃度增加。許多藥物通過釋放單胺神經遞質（例如痕量胺，許多苯丙胺衍生物和相關化合物）在人體和/或大腦中誘導其作用。